# 1897 au Québec
Cet article traite des événements survenus en 1897 au Québec. 

## Événements

### Janvier
- 6 janvier : sept religieuses meurent dans l'incendie du Couvent des Ursulines à Roberval. Les dégâts sont évalués à plus de 75 000 $[1].
- 7 janvier : lors d'une assemblée libérale à Québec, le premier ministre canadien, Wilfrid Laurier, fait voter plusieurs résolutions appuyant le Règlement Laurier-Greenway, devant régler le problème des écoles catholiques francophones au Manitoba[2].
- 9 janvier : la sixième session de la 8e législature (en) est prorogée[3].
- 12 janvier : Edmund James Flynn procède à un remaniement ministériel. Thomas Chapais obtient le ministère de la Colonisation et des Mines, nouvellement créé. Guillaume-Alphonse Nantel devient commissaire des Terres, Forêts et Pêcheries[4].
- 20 janvier : les membres du clergé québécois, réunis à Saint-Hyacinthe, publient un mandement condamnant le Règlement Laurier-Greenway[5].

### Février
- 4 février : Honoré Beaugrand vend La Patrie à Joseph-Israël Tarte[6].
- 27 février : le premier ministre Edmund James Flynn annonce des élections générales pour le 11 mai[3].

### Mars
- 14 mars : le Vatican décide d'envoyer un délégué apostolique au Canada pour y enquêter sur les conséquences que pourrait avoir le Règlement Laurier-Greenway sur l'avenir du catholicisme au pays. L'Espagnol Merry del Val, camérier du pape Léon XIII, est nommé à ce poste[7].
- 23 mars : un tremblement de terre d'assez forte magnitude crée un début de panique dans les rues de Montréal. La secousse fait plusieurs dommages dont un mur qui s'écroule sur la rue Saint-Jean-Baptiste[8].
- 31 mars : Merry del Val arrive à Québec où il procédera à son enquête[9].

### Avril
- 8 avril : Merry del Val reçoit les évêques du Québec afin d'écouter leurs doléances.
- 28 avril : une assemblée contradictoire a lieu entre Edmund James Flynn et le chef libéral Félix-Gabriel Marchand à Saint-Jean-sur-Richelieu[10].

### Mai
- 11 mai : le Parti libéral de Félix-Gabriel Marchand remporte l'élection générale avec 51 candidats élus et 53 % des votes. Les conservateurs obtiennent 23 circonscriptions et 43 % des votes. Le Parti libéral entame un règne qui va durer près de 40 ans[11].
- 18 mai : la compagnie de pulpe de Chicoutimi d'Alfred Dubuc est incorporée[12].
- 26 mai : le gouvernement Marchand est assermenté. Ses principaux ministres sont Horace Archambeault (procureur général), Joseph-Émery Robidoux (secrétaire provincial), Adélard Turgeon (Colonisation et Mines) et Simon-Napoléon Parent (Terres, Forêts et Pêcheries). Marchand garde la trésorerie[13].

### Juin
- 5 juin : Wilfrid Laurier se rend à Londres assister au jubilé de la Reine Victoria[14].
- 12 juin : les nouveaux ministres du cabinet Marchand remportent tous les élections partielles dans Bellechasse, Châteauguay, L'Islet, Saint-Jean et Saint-Sauveur[3].
- 17 juin : pour la première fois, une automobile circule dans les rues de la ville de Québec. Elle est la propriété du dentiste Édouard Casgrain[15].
- 19 juin : le ministre de l'Agriculture Henry Thomas Duffy est réélu dans Brome[3].
- 22 juin : le maire de Québec, Simon-Napoléon Parent, inaugure le nouveau Parc Victoria, nommé ainsi pour célébrer le soixantième anniversaire du règne de la reine Victoria[16].

### Juillet
- 20 juillet : la première ligne de tramways électriques est inaugurée à Québec[17]. (Voir Tramway de Québec)

### Août
- 8 août : Paul Bruchési est sacré archevêque de Montréal[18].
- 27 août : Wilfrid Laurier est reçu triomphalement à Québec lors de son retour de Grande-Bretagne.

### Septembre
- 6 septembre : un effondrement de terrain près de la rivière Sainte-Anne à Saint-Alban entraîne la perte de plusieurs hectares de terres agricoles. Il n'y a pas de pertes humaines, bien que plusieurs maisons aient été touchées[19].
- 25 septembre : inauguration par le maire de Montréal de la centrale hydroélectrique de Lachine qui a coûté 1,4 million de dollars.

### Octobre
- 28 octobre : un train déraille à Saint-Tite après avoir frappé un troupeau de bêtes à cornes qui traversait la voie ferrée. Le chauffeur de la locomotive est tué sur le coup et plusieurs passagers sont blessés[20].

### Novembre
- 16 novembre : le libéral Victor Gladu remporte l'élection partielle de Yamaska. Il meurt cependant quelques jours plus tard[3].
- 22 novembre : Cordélia Viau est arrêtée à la suite de l'assassinat de son mari à Saint-Canut. Ce fait, qui connaîtra un certain retentissement, fera l'objet d'un film en 1979 nommé Cordélia[21].
- 23 novembre : ouverture de la première session de la 9e législature (en). Le discours du trône annonce le dépôt d'un projet de loi créant un ministère de l'Éducation. Les évêques entreprennent alors des moyens de pression pour empêcher son adoption. Ils font même appel au Vatican pour qu'il persuade le gouvernement de revenir sur sa décision[18].

### Décembre
- 9 décembre : le pape Léon XIII publie l'encyclique Affari vos sur le Règlement Laurier-Greenway. Il déclare la loi « défectueuse et imparfaite » mais qu'il faut en tirer le meilleur parti possible et non pas la contester[22].
- 14 décembre : Félix-Gabriel Marchand prononce son premier discours du budget qui annonce des dépenses de 5 288 000 $ et des recettes de 4 000 000 $ pour l'année en cours[23].
- 22 décembre : les libéraux remportent les élections partielles de Bonaventure, Lévis et Yamaska[3].

## Naissances
- 3 février - Joseph-Gaspard Boucher (homme politique) († 18 avril 1955)
- 30 avril - Dina Bélanger (personnalité religieuse) († 4 septembre 1929)
- 8 juin - Médard Bourgault (sculpteur) († 21 septembre 1967)
- 8 juillet - Cyrille Dumaine (homme politique) († 11 octobre 1946)
- 23 août - Hermann Barrette (avocat et homme politique)  († 2 octobre 1952)
- 25 octobre - Félix Allard (avocat, registrateur et homme politique) († 17 septembre 1974)
- 29 novembre - Camille Pouliot (homme politique) († 22 avril 1967)
- 20 décembre - Jacques de Bernonville (collaborateur) († 27 avril 1972)
- 23 décembre -  Ernest Guimond (acteur) († 22 juin 1977)

## Décès
- 2 janvier - Thomas McGreevy (entrepreneur et homme politique) (º 29 juillet 1825)
- 22 juin - Olivier-Maurice Augé (avocat et homme politique) (º 20 juillet 1840)
- 13 juillet - Brown Chamberlin (homme politique) (º 26 mars 1827)
- 23 juillet - David Alexander Ross (en) (homme politique) (º 12 mars 1819)
- 17 août - Théodore Robitaille (lieutenant-gouverneur du Québec) (º 29 janvier 1834)